# أبو دياب شرق
قرية أبو دياب شرق هي إحدى القرى التابعة لمركز دشنا في محافظة قنا في جمهورية مصر العربية. حسب إحصاءات سنة 2006، بلغ إجمالي السكان في أبو دياب شرق 14915 نسمة، منهم 7599 رجل و7316 امرأة.